# Риверсајд (Алабама)
Риверсајд (енгл. Riverside) град је у америчкој савезној држави Алабама. По попису становништва из 2010. у њему је живело 2.208 становника.

## Демографија
Према попису становништва из 2010. у граду је живело 2.208 становника, што је 644 (41,2%) становника више него 2000. године.
| Група             | 2000.         | 2010.         |
| Белци             | 1.325 (84,7%) | 1.916 (86,8%) |
| Афроамериканци    | 194 (12,4%)   | 235 (10,6%)   |
| Азијати           | 2 (0,1%)      | 16 (0,7%)     |
| Хиспаноамериканци | 15 (1,0%)     | 24 (1,1%)     |
| Укупно            | 1.564         | 2.208         |